# SV Leipzig 1910
Die Sportvereinigung Leipzig 1910 e. V. ist ein, ursprünglich im Jahr 1910 gegründeter, deutscher Sportverein mit Sitz in der sächsischen Stadt Leipzig. Die ursprüngliche Fußball-Abteilung ging 2007 in den Leipziger FC 07 auf. Die Herren-Mannschaft der Kegel-Abteilung soll zur Saison 2020/21 in der 2. Bundesliga Ost spielen.

## Vorgängervereine

### BC Arminia 1903 Leipzig
Die BC Arminia Leipzig wurde am 1. Juli 1903 gegründet und schaffte nach der Saison 1925/26 den Aufstieg in die 1. Klasse des Gau Nordwestsachsen. Innerhalb der Mitteldeutschen Meisterschaft im VMBV konnte dann in der ersten Saison dort mit 12:24 Punkten und dem achten Platz die Klasse gehalten werden. Nach der Saison 1928/29 musste die Mannschaft auf dem letzten Platz stehend wieder absteigen. In der Saison 1933/43 spielte die Mannschaft in der 1. Kreisklasse Leipzig. Nach der Bildung einer Kriegsspielgemeinschaft mit der Sportvereinigung Leipzig wurde der Verein am Ende des Zweiten Weltkriegs aufgelöst und ging in die SG Leipzig-Schönefeld auf.

### Sportvereinigung Leipzig
Die Sportvereinigung Leipzig wurde im Jahr 1910 gegründet. Überliefert ist, dass die Fußballmannschaft des Vereins innerhalb des Gau Nordwestsachsen nach der Saison 1933/34 an den Aufstiegsspielen zur Bezirksklasse Leipzig teilnahm und in der folgenden Saison dort spielte. Mit dem 11. Platz stieg der Verein sofort wieder ab. Nach der Saison 1937/38 gelang dann noch ein weiteres Mal der Aufstieg in die Bezirksklasse, seit 1940 als 1. Klasse bezeichnet, die bis 1943 meist mit Mittelfeldplatzierungen gehalten wurde.

### KSG Sportvereinigung/Arminia Leipzig
Zur Saison 1943/44 schlossen sich die BC Arminia und die Sportvereinigung zu einer Kriegsspielgemeinschaft zusammen und erreichte den 5. Platz der 1. Klasse. Diese wurde dann zur Saison 1944/45 innerhalb der Staffel 2 in die Gruppe Leipzig der Gauliga Sachsen eingegliedert. Nach kriegsbedingtem Rückzug von MSV Borna und Sportfreunde Neukieritzsch spielten nur noch 4 Vereine in der Staffel. Die Punktspiele wurden bis Anfang 1945 durchgeführt. Für die Mannschaften kamen alle 6 Spiele in Wertung. Die KSG Sportvereinigung/Arminia belegte mit 4:8 Punkten u. 12:15 Toren den 4. Platz. Platzierungsspiele mit der Staffel 1 fanden nicht statt, jedoch im Februar u. März 1945 zwei Endspiele der Staffelersten um die Meisterschaft, die an den VfB Leipzig ging. Nach Ende des Krieges wurde die KSG Sportvereinigung/Arminia aufgelöst u. führte den Sportbetrieb in Sportgruppen fort.

### SG Leipzig-Schönefeld und BSG Fortschritt LWK Leipzig
Nach dem Krieg wurden die Arminia und die Sportvereinigung in die SG Leipzig-Schönefeld zusammengeschlossen. Aus dieser entstand dann kurze Zeit später die BSG Fortschritt LWK Leipzig. Die Fußballmannschaft spielte in der Saison 1952/53 in der Staffel C der 2. Kreisklasse Leipzig-Stadt. Mindestens ab der Saison 1957 gehörte die Mannschaft der 1. Kreisklasse Leipzig-Stadt an. Nach der Saison 1959 platzierte sich die Mannschaft auf dem ersten Platz ihrer Staffel, aufsteigen konnte die Mannschaft nach dieser Saison jedoch nicht. Dieser Aufstieg gelang dann nach der Saison 1965/66.
Von 1966 bis 1970 spielte man in der Bezirksklasse Leipzig, anschließend bis 1977 wieder in der 1. Kreisklasse Leipzig-Stadt. Nach vier Jahren in der 2. Kreisklasse stieg man 1981 wieder in die 1. Kreisklasse auf, in der man bis zur Wende spielte.

## Geschichte

### Fußball-Abteilung bis 2007
Im Jahr 1990 ging dann aus der ehemaligen BSG die unter dem ursprünglichen Namen neugegründete SV Leipzig 1910 heraus. Diese übernahm den Startplatz in der 1. Kreisklasse und wurde in der Saison 1991/92 Meister. In der Stadtklasse/Stadtliga spielte man von 1992 bis 1995 und erneut von 1996 bis 2001. Im April 2007 ging die Fußball-Abteilung in den Leipziger FC 07 auf. Die erste Saison dieses Vereins begann in der 3. Kreisklasse Staffel 2.

### Heutige Zeit
Derzeit besteht der Verein unter anderem aus einer Kegel-Abteilung, deren Männer-Mannschaft zur Saison 2020/21 aus der 1. Verbandsliga aufsteigen und wieder in der 2. Bundesliga Ost spielen soll. Bis zur Saison 2016/17 hatte die Mannschaft bereits zuvor schon einmal in der 2. Bundesliga Ost/Mitte gespielt. Die Damen-Mannschaft spielt derzeit in der 1. Bezirksliga.
Daneben gibt es auch noch eine Tennis-Abteilung, welche seit dem Jahr 1955 besteht. Auch Tischtennis und Gymnastik bietet der Verein an.